# کی تانیگوچی
کی تانیگوچی (ژاپنی: 谷口 圭؛ زادهٔ ۱۵ ژوئیهٔ ۱۹۷۴) یک بازیکن فوتبال اهل ژاپن است.
از باشگاه‌هایی که در آن بازی کرده‌است می‌توان به باشگاه فوتبال ناگویا گرامپوس اشاره کرد.